# Servicio de alojamiento de videos
Un servicio de alojamiento de videos es todo sitio web en el que uno o varios usuarios pueden subir, almacenar, y reproducir contenido, generalmente desde un teléfono móvil, un computador o cualquier otra interfaz, el contenido de este puede ser variado, desde videos cortos, hasta películas o programas de televisión.

## Historia
El alojamiento práctico de video en línea y la transmisión de video fue posible gracias a los avances en la compresión de video, debido a los requisitos de ancho de banda imprácticamente altos del video sin comprimir. El video digital sin comprimir sin procesar tiene una tasa de bits de 168 Mbit / s para video SD y más de 1 Gbit / s para video Full HD. El algoritmo de compresión de datos más importante que permitió el alojamiento y la transmisión de videos prácticos es la transformada de coseno discreta (DCT), una técnica de compresión con pérdida propuesta por primera vez por Nasir Ahmed en 1972. El algoritmo DCT es la base para el primer formato práctico de codificación de video, H. 261, en 1988. Fue seguido por formatos de codificación de video basados en DCT más populares, más notablemente los estándares de video MPEG y H.26x desde 1991 en adelante. La transformada de coseno discreta modificada (MDCT) también es la base para el formato de compresión de audio MP3 introducido en 1994, y más tarde el formato de 
codificación de audio avanzada 1999.

### Sitios de alojamiento de videos
El primer sitio de alojamiento de videos en Internet fue ShareYourWorld.com. Fundada en 1997, permitía a los usuarios cargar clips o videos completos en diferentes formatos de archivo. Sin embargo, el ancho de banda de acceso a Internet y la tecnología de transcodificación de video en ese momento eran limitados, por lo que el sitio no admitía la transmisión de video como lo hizo YouTube más tarde. ShareYourWorld fue fundada por Chase Norlin y estuvo en funcionamiento hasta 2001, cuando cerró debido a problemas de presupuesto y ancho de banda. Fundada en octubre de 2004, Pandora TV de Corea del Sur es el primer sitio web para compartir videos en el mundo que adjunta publicidad a los videos enviados por los usuarios y proporciona espacio de almacenamiento ilimitado para que los usuarios carguen. Fue fundada en el distrito de Gangnam de Seúl.

### Plataformas de transmisión de video
YouTube fue fundada por Chad Hurley, Jawed Karim y Steve Chen en 2005. Se basaba en la tecnología de transcodificación de video, que permitía la transmisión de video de contenido generado por el usuario desde cualquier lugar de la World Wide Web. Esto fue posible gracias a la implementación de un reproductor Flash basado en video MPEG-4 AVC con audio AAC. Esto permitió que se cargara cualquier formato de codificación de video y luego se transcodificara en video AVC compatible con Flash que se puede transmitir directamente desde cualquier lugar de la Web.
El primer videoclip de YouTube fue Me at the zoo, subido por Karim en abril de 2005. Posteriormente, YouTube se convirtió en la plataforma de videos en línea más popular y cambió la forma en que se alojaban los videos en la Web. El éxito de YouTube condujo a varias plataformas de transmisión de video en línea similares, de compañías como Netflix, Hulu, TikTok y Crunchyroll. Dentro de estas plataformas de transmisión de video como Netflix, Hulu y Youtube, existen preocupaciones de privacidad sobre cómo los sitios web utilizan la información personal y los comportamientos en línea de los consumidores para publicitar y rastrear los gastos.
Muchos sitios web de transmisión de video registran información semiprivada del consumidor, como datos de transmisión de video, frecuencia de compra, género de videos vistos, etc.

## Avance
Debido a que muchos usuarios no poseen espacio web ilimitado, ya sea como un servicio pago, o mediante el ofrecimiento de un ISP, los servicios de alojamiento de videos están aumentando su popularidad en gran medida, especialmente con la explosión en la popularidad de los blogs, foros, y otros sitios interactivos.
El mercado masivo para los teléfonos celulares con cámara ha incrementado el abastecimiento de videos generados por usuarios. Los métodos tradicionales de distribución personal de videos, como por ejemplo grabar un DVD para mostrárselo a los amigos en casa, son inapropiados para la baja resolución y el alto volumen de los videoclips producidos por los teléfonos con cámara. En contraste, las conexiones de Internet de banda ancha actuales son adecuadas para la calidad de video de los teléfonos celulares. La mayor parte de la gente no posee servidores web, y esto ha creado una demanda de alojamiento de contenido de video generado por usuarios, como el que ofrece YouTube.

## Propósitos del alojamiento de videos
- Ahorrar en costos de banda ancha, a menudo eliminando los costos completamente.
- Crear un lugar común.
- Crear una experiencia sencilla y sin molestias, donde subir un video y hacer los procesos de streaming y embedding normalmente requerirían conocimientos avanzados de programación. Ahora esto es comúnmente logrado mediante un navegador web, con una experiencia nula o muy leve de programación.

## Problemas de derechos de autor
Wikipedia aloja alrededor de 200 videos en formato Ogg en sus servidores. Wikipedia desalienta activamente los formatos y videos no libres: lo que se quiere es que los videos añadidos a Wikipedia estén disponibles para reusarse. Esto hace contraste con los servicios de alojamiento como YouTube, que puede alojar material bajo derechos de autor, aunque algunos de estos derechos deben cederse a la empresa a cambio del alojamiento.

## Alojamiento de videos móvil
Una aplicación más reciente de los servicios de alojamiento de videos está en el campo de la web móvil, donde los videos y otros contenidos móviles pueden ser enviados a, y fácilmente accedidos por dispositivos móviles. Si bien algunos servicios de alojamiento de videos como YouTube han desarrollado formas mediante las cuales los videos pueden ser vistos en dispositivos móviles, frontends web orientados a dispositivos móviles para servicios de alojamiento de videos que posean igual acceso y capacidad que los servicios web orientados a escritorio aún deben ser desarrollados.